# AquaMaps

AquaMap för Mola mola, klumpfisk

Aquamaps är ett samarbetsprojekt för att skapa datorgenererade modellerade och expertgranskade globala utbredningskartor för marina organismer. Modellerna baseras på relativ miljölämplighet (RES, relative environmental suitability), med anpassningar från experter, och visualiseras på ett 0,5 x 0,5 graders rutnät över världshaven. Projektet leds av Rainer Froese vid IFM-GEOMAR, Kiel med bidrag från andra institutioner, bland andra University of British Columbia, Naturhistoriska riksmuseet, WorldFish Center på Filippinerna och CSIRO Marine and Atmospheric Research i Australien.
Enligt Aquamaps webbplats november 2009, har projektet utbredningskartor för mer än 90000 marina arter av fiskar, marina däggdjur och utvalda ryggradslösa djur. Projektet utökas också för att gälla även sötvattensarter, med mer än 600 kartor för sötvattensfiskar i Nord- och Sydamerika tillgängliga i november 2009.
Utöver att visa kartor för enskilda arter, kan AquaMaps visa artrikedoms-kartor för högre taxa, och en rumslig sökning för alla arter inom en specifik 0,5X0,5 grads-ruta. Det finns också möjlighet att skapa egna kartor för vilken art som helst genom att modifiera miljöparametrarna och göra om analysen i realtid på projektets webbsida, och flera andra verktyg som beskrivs på AquaMaps webbplats.